# El Kuelgue
El Kuelgue es un grupo musical argentino formado en el año 2004.

## Historia
El grupo fue formado en Buenos Aires en el año 2004, a raíz de una broma. El estilo del grupo se caracteriza por su mezcla de múltiples géneros como el funk, el jazz, el candombe, el rock, la bossa nova, el tango, el reggae, entre otros estilos. Estos están intercalados con el freestyle, toques de humor absurdo y teatralidad.
En la actualidad, la banda es liderada por el actor y guionista Julián Kartún (voz) y la completan Santiago Martínez (voz y teclados), Juan Martín Mojoli (bajo), Benjamín López Barrios (guitarra), Pablo Vidal (saxofón) y Tomás Baillie (batería). Han lanzado, hasta la fecha, cinco trabajos discográficos de estudio. La banda abrió el concierto de Paul McCartney como teloneros en mayo de 2016, en el Estadio Único de La Plata.
En 2022 realizaron una gira nacional por ciudades como Buenos Aires, Córdoba, Mendoza, La Plata, entre otras. Ese mismo año el grupo fue nominado a los Premios Carlos Gardel en la categoría Mejor Álbum Pop Alternativo por su álbum de estudio Cuentito, lanzado en 2021.
En 2025 la banda fue reconocida con el Premio Konex por su trayectoria en la última década en Argentina.

## Estilo musical
En 2019 remarcaron que no tienen una fórmula determinada para hacer canciones, ya que mezclan una gran variedad de géneros, acercándose a un sonido urbano. Tienen como una de sus principales influencias a Illya Kuryaki and the Valderramas.
En el año 2022, vocalista de la banda Julián Kartún remarcó que la banda hace incursión en diferentes géneros para divertirse.

“Mezclamos e incursionamos por muchos géneros, pero más allá de la música que hacemos, la banda lo que intenta es jugar”.
Julián Kartún  para La Voz del Interior 

## Discografía
| Año  | Nombre del disco | Sello         | Tipo             | Canciones |
| ---- | ---------------- | ------------- | ---------------- | --- |
| 2010 | Beatriz          | Sony Music    | Álbum de estudio | 1. El paraíso de los perros (05:09) 2. Para DVD (02:32) 3. Se va Warnes (04:19) 4. gobernador2003@hotmail.com (04:12) 5. Bossa & People (05:03) 6. Dele tiempo (05:04) 7. Carece de sentido (05:35) 8. Piel de cereza (05:05) 9. Rucucú Candelmo #1 (01:01) 10. Ángel caído (03:55) 11. El pepino de la suerte (03:21) 12. Rucucú Candelmo #2 (00:38) 13. Me gusta así (04:42) 14. Cartonero de tu corazón (03:26) 15. Bonus Track: Wonderboy (02:24) |
| 2013 | Ruli             | Sony Music    | Álbum de estudio | 1. En avenidas (03:15) 2. Sin parangón (02:14) 3. Circunvalación (03:54) 4. Cinema (04:38) 5. Si no te vas (03:52) 6. Ffwd (02:35) 7. Desde que te vi (03:32) 8. Victoria (01:11) 9. La 13 (02:48) 10. Cristo es Marquitos Di Palma (03:32) 11. La vieja afuera (03:12) 12. Clonasepan (02:02) 13. El rancho de Don Juan (03:32) 14. Negra candombera (03:18)                                                                                         |
| 2015 | Cariño Reptil    | Sony Music    | Álbum de estudio | 1. Por ahora (03:26) 2. Cariño reptil (03:39) 3. La Fama (03:41) 4. Lucho gorrión (03:18) 5. Ayer real (03:41) 6. Verte feliz (04:27) 7. Rombo del lago (03:40) 8. Salidera (03:05) 9. Tema del verano (02:59) 10. Sabías que hoy (03:13) 11. Milanesa (03:57) 12. Bonus Track: En tanto y en cuanto (04:14) |
| 2018 | Fierrín Lado A   | Independiente | EP               | 1. Planeta Numir (03:34) 2. Jimena (03:34) 3. Correntoso (02:51) 4. Sabandija (en tanto y en cuanto) (04:14) 5. Soñar con ovnis (02:32) |
| 2021 | Cuentito         | Discos Crack  | Álbum de estudio | 1. Bondi (03:29) 2. La Mirada (03:14) 3. Soda (03:01) 4. Roma (01:29) 5. Altos Vuelos (03:25) 6. Galope (03:45) 7. View Master (03:14) 8. Volcán (03:03) |
| 2023 | Hola Precioso    | Discos Crack  | Álbum de estudio | 1. Peluquita (4:00) 2. Sinoca (3:35) 3. Díganselo (3:59) 4. Hola precioso (3:42) 5. Ir derecho (3:26) 6. La curva (2:46) 7. Llegué recién (3:39) 8. Por los años (3:28) 9. Miró (2:06) |